# Delarbrea balansae
Delarbrea balansae é uma espécie vegetal do gênero Delarbrea.

## Sinônimos
- Pseudosciadium balansae Baill.